# Nuoto ai campionati europei di nuoto 2014 - 400 metri misti maschili
La gara dei 400 metri stile libero maschili degli Europei 2014 si è svolta il 24 agosto 2014. Le batterie si sono svolte al mattino e la finale nel pomeriggio dello stesso giorno.

## Podio
| Pos.    | Atleta           | Nazione     |
| ------- | ---------------- | ----------- |
| Oro     | Dávid Verrasztó  | Ungheria    |
| Argento | Roberto Pavoni   | Regno Unito |
| Bronzo  | Federico Turrini | Italia      |

## Record
Prima della manifestazione il record del mondo (RM), il record europeo (EU) e il record dei campionati (RC) erano i seguenti.
| Record mondiale       | 4'03"84 | Michael Phelps Stati Uniti | 10 agosto 2008 Pechino, Cina         |
| Record europeo        | 4'06"16 | László Cseh Ungheria       | 10 agosto 2008 Pechino, Cina         |
| Record dei campionati | 4'09"59 | László Cseh Ungheria       | 24 marzo 2008 Eindhoven, Paesi Bassi |

Nel corso della competizione non sono stati migliorati record.

## Risultati

### Batterie
| Pos. | Batteria | Corsia | Atleta               | Nazionalità          | Tempo   | Note |
| ---- | -------- | ------ | -------------------- | -------------------- | ------- | ---- |
| 1    | 3        | 4      | Dávid Verrasztó      | Ungheria             | 4'16"78 | Q    |
| 2    | 4        | 4      | Roberto Pavoni       | Regno Unito          | 4'17"32 | Q    |
| 3    | 3        | 5      | Yannick Lebherz      | Germania             | 4'17"94 | Q    |
| 3    | 4        | 5      | Federico Turrini     | Italia               | 4'17"94 | Q    |
| 5    | 4        | 1      | Jacob Heidtmann      | Germania             | 4'18"75 | Q    |
| 6    | 3        | 3      | Alexis Santos        | Portogallo           | 4'19"11 | Q    |
| 7    | 4        | 6      | Max Litchfield       | Regno Unito          | 4'19"23 | Q    |
| 8    | 3        | 8      | Richárd Nagy         | Slovacchia           | 4'19"27 | Q    |
| 9    | 4        | 2      | Gergely Gyurta       | Ungheria             | 4'19"46 |      |
| 10   | 3        | 2      | Gal Nevo             | Israele              | 4'20"23 |      |
| 11   | 4        | 3      | Marc Sánchez         | Spagna               | 4'20"87 |      |
| 12   | 4        | 7      | Alexander Tikhonov   | Russia               | 4'20"94 |      |
| 13   | 2        | 6      | Pavel Janeček        | Rep. Ceca            | 4'21"15 |      |
| 14   | 2        | 4      | Christoph Meier      | Liechtenstein        | 4'21"59 |      |
| 15   | 3        | 6      | Maxym Shemberyev     | Ucraina              | 4'21"78 |      |
| 16   | 3        | 1      | Jakub Maly           | Austria              | 4'21"96 |      |
| 17   | 2        | 3      | Jeremy Desplanches   | Svizzera             | 4'22"56 |      |
| 18   | 4        | 0      | Ivan Trofimov        | Russia               | 4'24"51 |      |
| 19   | 1        | 6      | Andreas Vazaios      | Grecia               | 4'25"26 |      |
| 20   | 4        | 9      | Dmitry Gorbunov      | Russia               | 4'28"04 |      |
| 21   | 2        | 2      | Alpkan Örnek         | Turchia              | 4'28"48 |      |
| 22   | 2        | 1      | Alexander Kudashev   | Russia               | 4'28"73 |      |
| 23   | 1        | 3      | Ensar Hajder         | Bosnia ed Erzegovina | 4'28"77 |      |
| 24   | 3        | 0      | Raphaël Stacchiotti  | Lussemburgo          | 4'28"79 |      |
| 25   | 2        | 7      | Bogdan Knežević      | Serbia               | 4'29"46 |      |
| 26   | 3        | 7      | Matteo Pelizzari     | Italia               | 4'29"67 |      |
| 27   | 2        | 0      | Nikola Dimitrov      | Bulgaria             | 4'31"96 |      |
| 28   | 2        | 9      | Anton Goncharov      | Ucraina              | 4'32"16 |      |
| 29   | 2        | 8      | Uladzimir Zhyharau   | Bielorussia          | 4'32"16 |      |
| 30   | 1        | 5      | Patrik Schwarzenbach | Svizzera             | 4'32"43 |      |
| 31   | 1        | 4      | Irakli Bolkvadze     | Georgia              | 4'33"46 |      |
| —    | 3        | 9      | Etay Gurevich        | Israele              |         | DSQ  |
| —    | 2        | 5      | Diogo Carvalho       | Portogallo           |         | DNS  |
| —    | 4        | 8      | Quentin Coton        | Francia              |         | DNS  |

### Finale
| Pos. | Corsia | Atleta           | Nazionalità | Tempo   | Note |
| ---- | ------ | ---------------- | ----------- | ------- | ---- |
|      | 4      | Dávid Verrasztó  | Ungheria    | 4'11"89 |      |
|      | 5      | Roberto Pavoni   | Regno Unito | 4'13"75 |      |
|      | 3      | Federico Turrini | Italia      | 4'14"15 |      |
| 4    | 1      | Max Litchfield   | Regno Unito | 4'14"97 |      |
| 5    | 6      | Yannick Lebherz  | Germania    | 4'16"17 |      |
| 6    | 2      | Jacob Heidtmann  | Germania    | 4'18"10 |      |
| 7    | 7      | Alexis Santos    | Portogallo  | 4'18"28 |      |
| 8    | 8      | Richárd Nagy     | Slovacchia  | 4'18"66 |      |